# Baeotis capreolus
Baeotis capreolus is een vlindersoort uit de familie van de prachtvlinders (Riodinidae), onderfamilie Riodininae.
Baeotis capreolus werd in 1910 beschreven door Stichel.